# John Laird Mair Lawrence

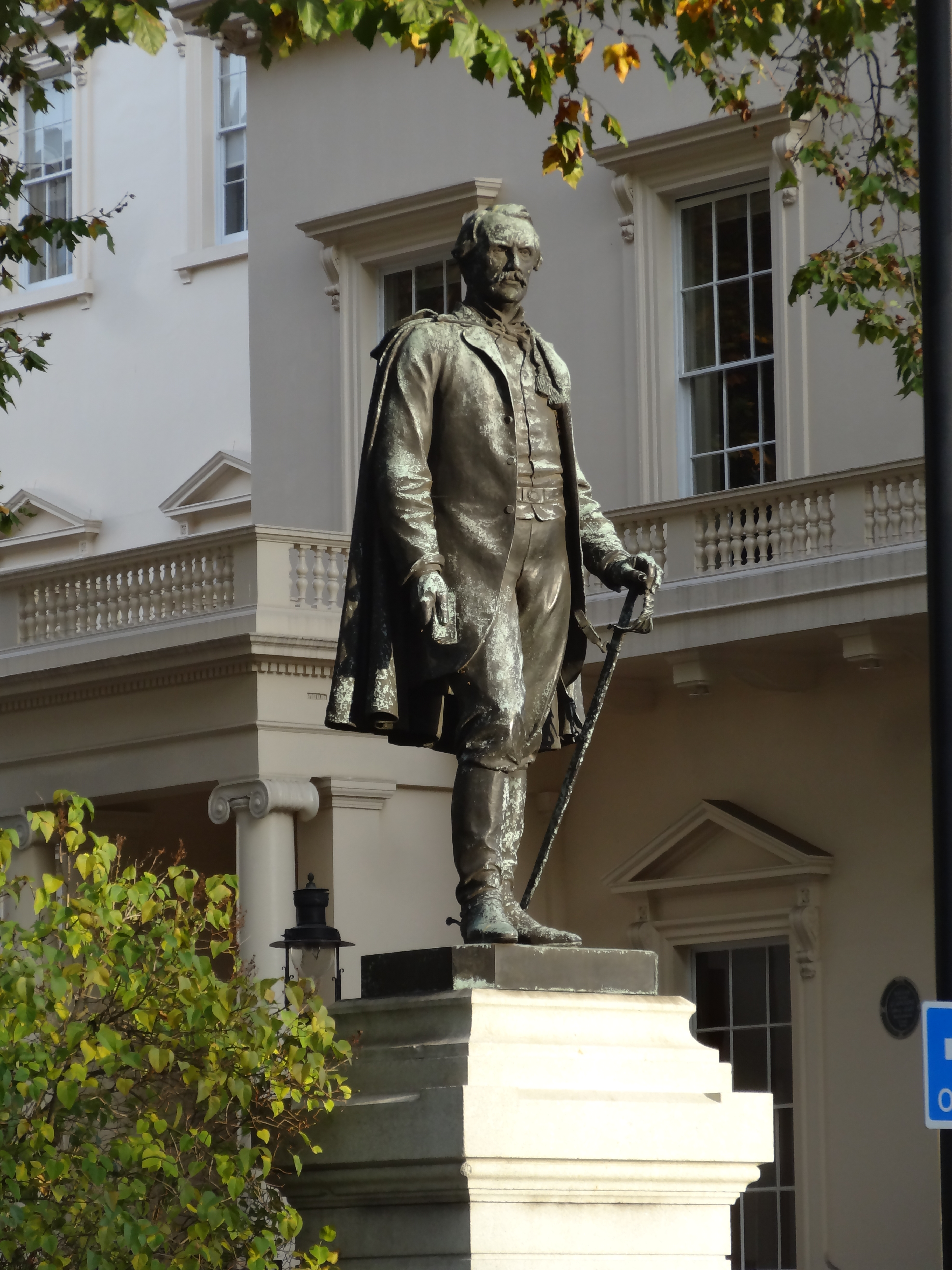

John Laird Mair Lawrence, 1.er Barón Lawrence, GCB, GCSI, PC (4 de marzo de 1811 – 27 de junio de 1879) fue un político británico que sirvió como Virrey de la India entre 1864 y 1869.

## Biografía
Lawrence pasó sus primeros años en Derry (Irlanda del Norte), siendo educado en el Foyle College, donde actualmente existe una estatua en su recuerdo. Esta estatua estuvo originalmente situada en Lahore y representaba a Lawrence con una pluma en una mano y una espada en la otra, para ilustrar su versatilidad tanto como administrador como soldado. También existe otra estatua suya en Waterloo Place, en Londres.
Lawrence viajó a la India en 1829 junto a su hermano mayor, Sir Henry Montgomery Lawrence. En Delhi, pronto llegó a ser magistrado y recaudador de impuestos, donde era conocido por su preocupación por la situación de las clases más bajas.
Durante la primera guerra anglo-sij, entre 1845 y 1846, Lawrence organizó el suministro de las tropas británicas en la región de Punyab, siendo nombrado Comisionado del distrito de Jullundur, sirviendo a las órdenes de su hermano, en esos momentos Gobernador de la Provincia. En ese puesto realizó importantes reformas administrativas, controló a las tribus locales y luchó por erradicar la vieja costumbre local del suicidio sati (obligar a las viudas a tirarse a la pira funeraria de su esposo fallecido).
En 1849, después de la Segunda Guerra Anglo-Sij, se convirtió en miembro del Junta Directiva del Panyab, realizando también en este caso amplias reformas en la provincia, incluyendo la abolición de impuestos internos o el establecimiento de un sistema postal y monetario común, y apoyando el desarrollo de unas infraestructuras propias, ganándose de esa forma el sobrenombre de "el Salvador del Panyab". Estos esfuerzos para limitar el poder de las élites, provocaron sin embargo, que se enfrentará a su hermano, quien acabó suprimiendo la Junta Directiva. Lawrence pasó entonces a ocupar el puesto de Jefe Comisionado en el ejecutivo de la provincia.
En ese puesto, Lawrence fue responsable en parte de prevenir que se extendiera el motín que se produjo en el Panyab en 1857, así como de negociar un tratado con el dirigente afgano Dost Mohammed Khan, tras lo que dirigió las tropas que recuperaron Delhi del control de los rebeldes cipayos. Por esta acción, le fue otorgado el título de Baronet, recibiendo una pensión anual de 2000 libras esterlinas.
Volvió a Inglaterra en 1859, pero retornó a la India en 1863 para convertirse en Virrey, tras la repentina muerte de su antecesor, James Bruce, 8.º conde de Elgin. Como Virrey, Lawrence siguió una política exterior prudente, evitando enfrentamientos en Afganistán y el Golfo Pérsico. En cuanto a los asuntos internos, aumentó las oportunidades de acceso de los hindúes a la educación, pero al mismo tiempo, limitó su acceso a puestos de la administración.
Fue elevado al título de Barón Lawrence a su vuelta al Reino Unido en 1869, muriendo diez años más tarde.
- Datos: Q336449
- Multimedia: John Lawrence, 1st Baron Lawrence / Q336449